# Peridroma copria
Peridroma copria là một loài bướm đêm trong họ Noctuidae.